# The Boy in the Woods
The Boy in the Woods este un film canadian din 2023 regizat de Rebecca Snow. Rolurile principale au fost interpretate de actorii Jett Klyne și Richard Armitage.
Bazat pe memoriile cu același nume de Maxwell Smart, filmul dramatizează experiența copilăriei lui Smart care a trebuit să se descurce singur în pădurile Poloniei în timpul celui de-al Doilea Război Mondial.

## Distribuție
- Jett Klyne – Maxwell Smart
- Richard Armitage – Jasko
- Christopher Heyerdahl – Bagan
- Ari Millen – Aleksey
- Masa Lizdek – Kasia
- Berkley Silverman – Rosa
- Joshua Peace – Police Sargeant
- Matt Lishman – Young Partisan
- Katherine Fogler – Faigie
- Tara Nicodemo – Aunt Erna
- Shuna Snow – Regina
- Richard Patrick Tolton II – Hunter
- Morgan Bedard – Danylo